# Associação Beneficente Esportiva Flamengo
A Associação Beneficente Esportiva Flamengo é um clube brasileiro de futebol amador da cidade de Curitiba, capital do Paraná. Fundado em 1972, suas cores são o vermelho e preto, inspiração do time carioca homônimo. atualmente encontra-se licenciado do Campeonato Amador de Futebol de Curitiba

## História
Um grupo de pessoas, descendentes de famílias italianas: os Muraro, Lucca, Esmanhotto, Cumam, Ferro, entre outras, vendo que o futebol do bairro de Santa Felicidade se resumia a Trieste, Iguaçu, União Ahu e Santa Felicidade, resolveu fundar o então chamado Flamenguinho. Filiou-se em 1976 à FPF e já no primeiro ano, sagrou-se campeão, feito repetido dois anos depois.
Em assembleia realizada no dia 20 de julho de 1972, presidida pelo desportista Izídio Muraro, com presença de Natal Esmanhoto, Pedro Lucca, José Lucca, Lauro Muraro, Alfredo Vendramin, entre outros, apareceu no cenário esportivo do amadorismo o Flamengo de Santa Felicidade, nome escolhido entre outros, superando em votação a denominação de A.B.E. Monte Bérico.

### Década de 1970
Izídio Muraro foi o primeiro presidente do clube, que adotou as cores rubro-negras, lembrando o homônimo do Rio de Janeiro. Depois de participar de torneios no próprio bairro, o clube cresceu bastante e filiou-se à Federação Paranaense de Futebol em 1976, quando conquistou o título máximo da 2.ª divisão do Campeonato de Futebol Amador de Curitiba.
O primeiro jogo oficial foi contra o São Vicente, no Estádio Vicente Kânia, dia 28 de março de 1976, com vitória flamenguista por três a zero. O clube mandou, inicialmente, jogos no campo do Iguaçu e inaugurou o Estádio Monte Bérico no dia 20 de março de 1978. O primeiro jogo oficial no Monte Bérico foi Flamengo 2x0 Bangu, em 2 de abril de 1978.
Logo no primeiro ano que disputou o Suburbana Curitibana, em 1976, o Flamengo sagrou-se campeão da série B ao subjugar o Uberlândia EC. O time campeão era formado por Joãozinho, Zeido, Bite, Jair, Bozza, Pedrinho, Ademir, Agostinho, Menegusso, Ademir II, Norival, Breda, Raí e Pelé. No ano seguinte disputou novamente a 2a. Divisão, por causa da fórmula do Campeonato de Futebol Amador de Curitiba. Ainda em 1977, foi vice-campeão da Suburbana na categoria Aspirantes e também campeão da Taça Cidade de Curitiba ao vencer nas penalidades, a equipe do Caxias por 4x3, depois de um empate com 2 gols no tempo normal. O escrete campeão contava com: Joãozinho, Zeido, Celso, Jair, Pedrinho, Ademir, Bozza, Breda, Menegusso, Valente e Norival.
Em 1978, foi novamente campeão do Campeonato Amador, Série B, em cima do Vila Fanny. O plantel era: Joãozinho, Raí, Samário, Bité, Jair, Zeido, Bozza, Ademir Volpi, Breda, Pedrinho, Ademir II, Sérgio, Loacir, Pedrão, Norival, Ademir Valente e Pupia. Também foi vice da Taça Cidade de Curitiba ao perder para o Ipiranga or 2x0. Em 1979 o time ficou em segundo lugar no Campeonato Amador de Curitiba, Série B, após perder para o Vila Fanny. Nesse mesmo ano o time de aspirantes conquistou o Campeonato Amador.

### Década de 1980
Na década de 1980, o time principal do Flamengo foi campeão do Torneio Início e vice-campeão do Campeonato Amador 2a. Divisão, perdendo novamente para o Fanny. O time de Juniores ficou em segundo lugar no torneio.
O time de juniores conquistou o tricampeonato da Suburbana em 1986, 1987 e 1988.

### Década de 1990
O Flamengo foi campeão da categoria Aspirantes no ano de 1990.

### Década de 2000
Em 2008, o Flamengo foi eliminado no quadrangular semifinal do Campeonato Amador de Curitiba, ficando em 3o. lugar na Divisão de Acesso.

## Estádio
O primeiro presidente, Izídio Muraro e diretores, adquiriram a área que pertencia à senhora Joaquina das Chagas Lima, em 1972, iniciando as benfeitorias e fazendo, em conjunto com a prefeitura, o aterro e nivelamento da região e realizando a construção de muros externos, cancha de areia, salão de festas, dois portões de acesso e estacionamento. Em 1987, na presidência de Lauro Muraro, foram construídos alambrados e feita iluminação da cancha de areia.
Em 2000, Alceu Bianco, com parceria da prefeitura, substituíram os alambrados, construíram cinco vestiários de alvenaria e colocaram iluminação artificial. A inauguração dos refletores ocorreu no dia 20 de julho do ano 2000, dia do 28.º aniversário do clube. Em 2001, foi demolida a antiga sede para a construção de novo edifício, com nova estrutura metálica e várias ampliações. No ano 2003, a diretoria, com apoio de Jair Lucca, instalou os novos bancos de reservas e representante.

## Títulos
- Campeão Amador Divisão de Acesso: 1976, 1978[2]
- Campeão Taça Cidade de Curitiba: 1977[3]
- Campeão Amador Aspirantes Divisão de Acesso: 1977, 1979
- Campeão do Torneio Início: 1981

### Outras conquistas
- Vice Campeão Amador Divisão de Acesso: 1979, 1981
- Vice Campeão Juniores Amador: 1981 [4]